# 漣漪效應 (社會心理學)
漣漪效應是庫寧（Jacob Kounin）提出的，指教師糾正學生不良行為時，對其他學生造成的影響。不論是支持性處罰（協助其改過）或威脅性處罰（嚴懲犯過）均會對其他在一旁觀看的學生產生影響。